# Cantón de Charly-sur-Marne
El cantón de Charly-sur-Marne (en francés canton de Charly-sur-Marne) era una división administrativa francesa, situada en el departamento de Aisne y la región de Picardía.

## Composición
El cantón estaba formado por diecinueve comunas:
- Bézu-le-Guéry
- Charly-sur-Marne
- Chézy-sur-Marne
- Coupru
- Crouttes-sur-Marne
- Domptin
- Essises
- La Chapelle-sur-Chézy
- L'Épine-aux-Bois
- Lucy-le-Bocage
- Montfaucon
- Montreuil-aux-Lions
- Nogent-l'Artaud
- Pavant
- Romeny-sur-Marne
- Saulchery
- Vendières
- Viels-Maisons
- Villiers-Saint-Denis

## Historia
Fue creado en 1790, al mismo tiempo que el departamento de Aisne.
En aplicación del decreto n.º 2014-202, del 21 de febrero de 2014, el cantón de Charly-sur-Marne fue suprimido el 1 de abril de 2015 y sus 19 comunas pasaron a formar parte del nuevo cantón de Essômes-sur-Marne.